# Plebs (televisieserie)
Plebs is een Britse sitcom over drie jongeren in het Oude Rome. De serie is geschreven door Sam Leifer en Tom Basden. De eerste aflevering werd op 25 maart 2013 uitgezonden op ITV2.

## Verhaal
Plebs gaat over drie jongeren die in de lagere klasse in het Oude Rome horen. Stylax (Joel Fry) is een Romeins burger, net als Marcus (Tom Rosenthal). Ze werken allebei in een scriptorium onder leiding van de manipulatieve Flavia (Doon Mackichan). Marcus heeft een slaaf, Grumio (Ryan Sampson) die erg lui en niet de slimste is. Marcus probeert indruk te maken op Cynthia (Sophie Colquhoun) die met haar slaaf Metella (Lydia Rose Bewley) in het appartement dat ze huren van de huisbaas (Karl Theobald) naast hen is komen wonen.

## Productie
De inspiratie voor de serie haalden bedenkers Sam Leifer en Tom Basden uit hun eigen ervaringen van het wonen in Londen rond de millenniumwisseling. Hun gedachte was dat jongeren altijd hetzelfde zullen zijn ongeacht in welke tijd ze leven. Rome-kenner Mary Beard adviseerde de makers hoe de Romeinen leefden. Zo suggereerde ze dat Saturnaliën het meest overeenkomt met het hedendaagse oudejaarsavond, wat gebruikt werd in de zesde aflevering.
In maart 2012 bestelde ITV2 een pilotaflevering van de komedieserie. Sam Leifer en zijn broer Teddy, die  producent van de komedie is, vonden in Bulgarije, net buiten de hoofdstad Sofia een filmset van het Oude Rome in de Nu Boyana Film Studios. In mei 2012 werd de pilotaflevering opgenomen. Voor de buitenopnames werden veel rekwisieten gebruikt van onder andere de film 300: Rise of an Empire. Om de rekwisieten zo goed mogelijk te krijgen werden er boeken gelezen en werd er gekeken naar de film Gladiator en de televisieserie Rome. Al werd er omwille van de humor niet altijd met de historie rekening gehouden, zo werd er gebruikgemaakt van glas en wordt er in een scène mais gegeten, iets wat in het Oude Rome nooit gebeurd is. Voor het filmen kreeg Tom Rosenthal een Romeins kapsel, maar dat stond hem niet en mocht zijn hedendaagse kapsel behouden.
In augustus werd bekend dat ITV2 tevreden was over pilotaflevering en een seizoen bestelde bestaande uit zes afleveringen. In september 2012 werd het eerste seizoen opgenomen en werden verschillende sets gebouwd. Een Italiaanse productie had de Romeinse set gebruikt en dat moest worden afgebroken, behalve de stenen blokken die in het marktcentrum waren neergezet.
De serie is genomineerd voor een Freesat Award 2013 in de categorie Beste sitcom. In juni 2013 maakte actrice Doon Mackichan bekend dat de serie een tweede seizoen krijgt, dat in de herfst van dat jaar wordt gefilmd in Bulgarije en in het voorjaar van 2014 uitgezonden.

## Rolverdeling
| Acteur                 | Personage | Opmerkingen                                                                                                |
| ---------------------- | --------- | --- |
| Tom Rosenthal (acteur) | Marcus    | Licht neurotisch en nerveuse jongen die graag een afspraakje met Cynthia wil.                              |
| Joel Fry               | Stylax    | Jong, onbezonnen en altijd in voor een avontuur.                                                           |
| Ryan Sampson           | Grumio    | Slaaf van Marcus en Stylax die erg lui is.                                                                 |
| Sophie Colquhoun       | Cynthia   | Komt uit Briton en wil actrice worden. Ze is voor het eerst in de grote stad en daardoor een beetje naïef. |
| Lydia Rose Bewley      | Metella   | De slaaf van Cynthia die geen blad voor haar mond neemt.                                                   |
| Doon Mackichan         | Flavia    | De baas van Marcus en Stylax die altijd krijgt wat ze wil.                                                 |
| Tom Basden             | Aurelius  | De waterboy bij het werk van Marcus en Stylax en vaak slachtoffer van hun grappen.                         |
| Karl Theobald          | Huisbaas  | De huisbaas is altijd bezig met geld verdienen en heeft altijd wel iets te koop,                           |

## Afleveringen
| Nr. | Aflevering | Titel           | Schrijver(s)            | Regisseur  | Uitzenddatum  |  |
| --- | ---------- | --------------- | ----------------------- | ---------- | ------------- |  |
| 1 | 1          | The Orgy        | Sam Leifer & Tom Basden | Sam Leifer | 25 maart 2013 |  |
| Marcus ontmoet Cynthia voor het eerst en is onder de indruk. Stylax vindt een flyer voor een orgie en besluit dat ze daarheen moeten gaan. Nu het geld naar de kaartjes is gegaan moet Grumio op een goedkope manier voor het eten zorgen.                                                                  |            |                 |                         |            |               |  |
| 2 | 2          | The Gladiator   | Sam Leifer & Tom Basden | Sam Leifer | 25 maart 2013 |  |
| Cynthia stelt haar nieuwe vriend voor, Cassius waar iedereen van gecharmeerd is behalve Marcus. Op het werk loopt een grap van Stylax met Aurelius uit de hand. |            |                 |                         |            |               |  |
| 3 | 3          | The Erotic Vase | Sam Leifer & Tom Basden | Sam Leifer | 1 april 2013  |  |
| Stylax geeft Grumio een erotische vaas voor zijn verjaardag waar een vrouw op staat die op Cynthia lijkt. Marcus neemt de taken van Grumio over en brengt Stylax tijd door met zijn nicht Lucretia waarmee hij wel een heel hechte band heeft.                                                              |            |                 |                         |            |               |  |
| 4 | 4          | The Herpes Cat  | Sam Leifer & Tom Basden | Sam Leifer | 8 april 2013  |  |
| Om zijn zorgzame kant aan Cynthia te laten zien neemt Marcus de zorg van een zwerfkat op zich. Stylax heeft last van jeuk en bezoekt een kliniek waar hij verliefd wordt op de verpleegster. |            |                 |                         |            |               |  |
| 5 | 5          | Bananae         | Sam Leifer & Tom Basden | Sam Leifer | 15 april 2013 |  |
| Door immigratie uit Thracië komen de jongens in contact met Irina die bij hen in huis komt wonen. Ook maken ze kennis met exotisch fruit: een banaan. Ondertussen heeft Marcus het aan de stok met een oorlogsveteraan die collecteert.                                                                     |            |                 |                         |            |               |  |
| 6 | 6          | Saturnalia      | Sam Leifer & Tom Basden | Sam Leifer | 22 april 2013 |  |
| Het is Saturnaliën en voor Marcus het perfecte moment om de eerste stap te zetten om zijn gevoelens kenbaar te maken bij Cynthia. Ook wordt hij samen met Stylax en Aurelius uitgenodigd bij het feest van Flavia. Grumio is bezig om er voor te zorgen dat de offerdieren niet voor niets worden geslacht. |            |                 |                         |            |               |  |